# Nenadoma, lansko poletje
Nenadoma, lansko poletje (angleško Suddenly, Last Summer) je ameriški  film iz leta 1959. Posnet je po istoimenski  gledališki igri, ki jo je napisal Tennessee Williams. Čeprav je igra enodejanka, so filmu dodali veliko novih scen, stranskih igralcev in dodatnih zapletov. Glavne vloge so odigrali Elizabeth Taylor, Montgomery Clift in Katharine Hepburn.

## Vsebina
Edini sin bogate vdove Violet Venable je med potovanjem s svojo sestrično Catherine umrl v skrivnostnih okoliščinah. Catherine je tistega dne videla nekaj tako groznega, da je zblaznela... Nekaj mesecev pozneje Violet ponudi finančno pomoč pri izgradnji nove bolnišnice, v zameno pa zahteva, da Dr. Cukrowicz opravi lobotomijo na Catherine, saj hoče zakriti resnico o tistemu usodnemu dnevu.  Dr. Cukrowicz se odloči, da bo pred posegom iz Catherine izvlekel, kaj se je tistega dne pravzaprav zgodilo...

## Zanimivosti
- Film je bil nominiran za tri oskarje. Katharine Hepburn in Elizabeth Taylor sta prejeli nominaciji za najboljšo žensko glavno vlogo, Elizabeth Taylor pa je za vlogo Catherine prejela tudi zlati globus.

- Montgomery Clift, ki je imel med snemanjem filma velike probleme z alkoholom in tableti, je ustvarjalcem filma povzročal veliko preglavic, zato so ga hoteli odpustiti. Šele ko sta glavni igralki zagrozili, da bosta v temu primeru tudi sami zapustili snemanje, so ga obdržali.

- Glavni igralki v filmu, Elizabeth Taylor in Katharine Hepburn, sta se zgražali nad odnosom, ki sta ga imela režiser in producent filma do Montgomerya Clifta. Po koncu snemanja je Katharine Hepburn storila slovito dejanje: odkorakala je do njiju in vanju pljunila.